# المزرعة (حمص)
المزرعة قرية سورية تتبع ناحية خربة تين نور في منطقة حمص في محافظة حمص. بلغ عدد سكانها 2,519 نسمة في عام 2004 حسب إحصاء المكتب المركزي للإحصاء.